# Brion-sur-Ource
Brion-sur-Ource – miejscowość i gmina we Francji, w regionie Burgundia-Franche-Comté, w departamencie Côte-d’Or.
Według danych na rok 1990 gminę zamieszkiwało 245 osób, a gęstość zaludnienia wynosiła 17 osób/km² (wśród 2044 gmin Burgundii Brion-sur-Ource plasuje się na 667. miejscu pod względem liczby ludności, natomiast pod względem powierzchni na miejscu 674.).